# Pierre-Louis Bentabole
Pierre Louis Bentabole (o Bentabolle) va ser un revolucionari francès nascut a Landau Alt Rin el 4 de juny de 1756 i que morí a París el 22 d'abril de 1798. Era advocat i diputat pel Baix Rin a la Convenció Nacional. Votà a favor de l'execució del rei Louis XVI. El 6 d'octubre de 1794, va ser nomenat per al Comitè de Salvació Pública.
Es va unir als Montagnards i va ser enemic acèrrim dels Girondins. També fou amic íntim de Jean-Paul Marat, fins al punt que Bentabole va adquirir el malnom de "Cadet de Marat".
El 21 de desembre de 1794, durant la Reacció Termidoriana, va ser elegit president de la Convenció Nacional.